# Jacobigruppen
Inom matematiken är Jacobigruppen, introducerad av Eichler & Zagier (1985), den semidirekta produkten av den symplektiska gruppen Sp2n(R) och Heisenberggruppen R1+2n. Jacobigruppen är uppkallad efter Carl Gustav Jacob Jacobi. Automorfa former över Jacobigruppen kallas Jacobiformer.